# ハーイェク (小惑星)
ハーイェク (1995 Hajek) は、小惑星帯の小惑星。チェコの天文学者ルボシュ・コホーテクがドイツのベルゲドルフで発見した。
16世紀のチェコの天文学者、タデアーシュ・ハーイェク (Tadeáš Hájek z Hájku) から命名された。